# Монроова доктрина (филм из 1896)
Монроова доктрина, такође позната као Случај Венецуеле, је амерички пропагандни филм из 1896. године. Описиван је као вероватно први пропагандни филм.
Представља алегоријску борбу око националног детерминизма између Британске империје, Сједињених Америчким Држава и Венецуеле.

## Синопсис
Џон Бул стиже на обалу која представља Венецуелу и почиње да врши оружани напад. Ујак Сем долази са последње стране слике, хвата га за врат и поражава. Победивши га, Сем приморава Була да клекне и скине шешир за Венецуелу. Овим чином Сем се заложио за принципе Монроове доктрине.

## Улоге
- Чарлс Ф. Волтон, познат по наступима у боксерским филмовима и по својој мршавој грађи, као ујак Сем.[2]
- Џон Мејон, замена Волтоновог ривала Џона Славина познатог по својој грађи као Џон Бул.[2]

## Позадина и премијера
Филм је снимила компанија Едисон као филмско издање за њихов витаскоп (рани филмски пројектор) 1896. Осликавао је политички спор који је проистекао из дугогодишњег неслагања око копненог суверенитета између Британске Гвајане и Венецуеле. Рудари из Венецуеле су почели да експлоатишу спорно земљиште, а Британци су им припретили оружаном интервенцијом. Сједињене Америчке Државе, у својој преузетој улози заштитника Латинске Америке од европских политичких снага, посредовале су да спрече сукоб.
Историчар филма Чарлс Масер је написао да је филм „несумњиво инспирисан политичком карикатуром“ која приказује исти сукоб објављен раније те године, и снимљен је у априлу 1896.
Премијерно је приказан на издању витаскопа у Костер и Билс Мјузик Холу у Њујорку 23. априла 1896. Према писању New York Herald, публика је била „одушевљена” филмом и приказаном америчком доминацијом. Селекцију филмова за премијеру припремили су Раф & Гамон.
У јулу исте године, постао је први филм који је приказан у Венецуели, где су становници Маракаиба наводно били „потресени“ због снимања филма који представља њихову земљу.

## Анализа
Монроову доктрину Масер описује као „комичну алегорију” која је била „отворено политичка”. Посебно је примећен на својој премијери, заузимајући пето место у поретку на премијерном представљању витаскопа; пуштен је након Валтона и Славина, бокс меча између алегоријских фигура Ујка Сема и Џона Була. Масер га је такође упоредио са другим филмом приказаним те ноћи, Морски таласи у Доверу, који приказује детаље таласа у Доверу у Енглеској који ударају о обалу, одражавајући алегоријске слике коришћене у овом филму.
Избор патриотског наратива у филмовима је можда одабран да се алегоријски бори против очекиваног прилива сличних уређаја витаскопу од европских произвођача пројекција, или да одговори француске филмске компаније од ширења свог тржишта на Америку. Историчари медија Џејмс Чепмен и Николас Џ. Кал називају га „вероватно првим пропагандним филмом”.